# Elasmus colemani
Elasmus colemani är en stekelart som beskrevs av Mahdihassan 1934. Elasmus colemani ingår i släktet Elasmus och familjen finglanssteklar. Inga underarter finns listade i Catalogue of Life.